# Championnats d'Europe de saut d'obstacles 1993
Navigation
Édition précédente Édition suivante
Les championnats d'Europe de saut d'obstacles 1993, vingt-deuxième édition des championnats d'Europe de saut d'obstacles, ont eu lieu en 1993 à Gijón, en Espagne. L'épreuve individuelle est remportée par le Suisse Willi Melliger et la compétition par équipe par la Suisse.